# Урибе, Матеус
Андре́с Мате́ус Ури́бе Ви́лья (исп. Andrés Mateus Uribe Villa; род. 21 марта 1991[…], Медельин) — колумбийский футболист, полузащитник клуба «Атлетико Насьональ» и сборной Колумбии. Участник чемпионата мира 2018 года.

## Клубная карьера
Урибе начал карьеру в аргентинском клубе «Депортиво Эспаньол». В 2012 году Матеус вернулся на родину и присоединился к «Энвигадо». 5 февраля 2012 года в матче против «Индепендьенте Медельин» он дебютировал в Кубке Мустанга. 27 мая в поединке против «Депортес Толима» Урибе забил свой первый гол за «Энвигадо».
В начале 2015 года Матеус на правах аренды перешёл в «Депортес Толима». 31 января в матче против «Бояка Чико» он дебютировал за новую команду. 28 февраля в поединке против «Ла Экидад» Урибе забил свой первый гол за «Депортес Толима».
Летом 2016 года Матеус подписал контракт с «Атлетико Насьональ». 11 июля в матче против Хагуарес де Кордоба он дебютировал за новый клуб. 12 августа в поединке Южноамериканского кубка против перуанского «Депортиво Мунисипаль» Урибе забил свой первый гол за «Атлетико Насьональ». В своём дебютном сезоне он завоевал Кубок Либертадорес, Кубок Колумбии и вышел в финал Южноамериканского кубка. В 2017 году Матеус помог клубу выиграть чемпионат. 3 мая в матче Кубка Либертадорес против «Эстудиантеса» он забил гол.
Летом 2017 года Урибе перешёл в мексиканскую «Америку». 9 августа в поединке Кубка Мексики против «Потрос УАЕМ» Матеус дебютировал за новую команду. 16 сентября в матче против «Тихуаны» он дебютировал в мексиканской Примере. 1 октября в поединке против «Толуки» Урибе забил свой первый гол за «Америку».

## Международная карьера
26 января 2017 года в товарищеском матче против сборных Бразилии Урибе дебютировал за сборную Колумбии.
В 2018 году в Урибе принял участие в чемпионате мира 2018 года в России. На турнире он сыграл в матчах против команд Сенегала, Польши и Англии.

## Достижения
«Атлетико Насьональ»
- Чемпион Колумбии: Апертура 2017
- Обладатель Кубка Колумбии: 2016
- Обладатель Кубка Либертадорес: 2016
- Обладатель Рекопа Южной Америки: 2017

«Порту»
- Чемпион Португалии (2): 2019/20, 2021/22
- Обладатель Кубка Португалии (3): 2019/20, 2021/22, 2022/23
- Обладатель Суперкубка Португалии: 2020

Колумбия
- Бронзовый призёр Кубка Америки: 2021